# Sektion Leipzig des Deutschen Alpenvereins
Die Sektion Leipzig des Deutschen Alpenvereins (DAV) e. V. (kurz DAV Leipzig) ist mit 7.339 Mitgliedern (Stand: 31. Dezember 2024) einer der größten Vereine Leipzigs und die drittgrößte Sektion Ostdeutschlands und Sachsens nach dem Sächsischen Bergsteigerbund und der Sektion Dresden. Die Sektion Leipzig gehört nach der Mitgliederanzahl zu den hundert größten Sektionen des Deutschen Alpenvereins.

## Gründung der Sektion
Bereits kurz nach der Gründung des Deutschen Alpenvereins am 9. Mai 1869 in München wurde in Leipzig am 31. Mai 1869 durch Ernst Robert Osterloh und weitere zehn Bergfreunde die Sektion Leipzig gegründet. Dies war damals die vierte Gründung einer Sektion nach München, Wien, Lienz und die erste, die im Flachland gegründet wurde. Heute ist sie die zweitälteste Sektion des Deutschen Alpenvereins nach München, da Wien und Lienz heute dem Österreichischen Alpenverein angehören.
Aus einer Gruppe von 35 Mitgliedern des Österreichischen Touristenclubs und weiteren Leipzigern, die der Sektion Hall in Tirol des Alpenvereins als auswärtige Mitglieder angehörten, wurde 1907 als weitere Leipziger Sektion die Sektion Jung-Leipzig des mittlerweile den Namen Deutsch und Österreichischer Alpenverein führenden Verbandes gegründet.
Das Vereinslokal der Sektion war im angemieteten Leipziger Krystallpalast untergebracht. Es umfasste eine Bücherei und Sitzungszimmer im Stil einer Tiroler Bauernschenke ausgebautes, mit zahlreichen Gedenkstücken geschmücktes, „Alpenstübl“. Hier hatte die Sektion, bis zur Zerstörung des Gebäudes 1943 durch Bomben, ihre Heimat gefunden.
1945 wurde der Deutsche Alpenverein samt aller Sektionen durch den Alliierten Kontrollrat verboten. Eine Neugründung wurde in der Sowjetischen Besatzungszone bzw. späteren DDR nicht gestattet. 1953 gründeten in den Westen geflohene Mitglieder die Sektion neu, indem formal der Sitz nach Wuppertal verlegt wurde (ab 1970 München unter dem Namen Sektion Leipzig in München). Nach der Wende in der DDR wurde am 29. Dezember 1989 die Sektion Leipzig unter anderem von Ansgar Müller auch in Leipzig neu gegründet und trat am 25. Mai 1990 dem Deutschen Alpenverein bei.
Die Sektion Leipzig in München benannte sich 1995 in Sektion Sulzenau (nach der von ihr betriebenen Sulzenauhütte). 2008 schloss sie sich als Ortsgruppe der Sektion Leipzig an.

## Sektionsvorsitzende
Eine chronologische Übersicht über alle Präsidenten der Sektion seit Gründung.
| Amtszeit  | Präsident            |
| --------- | -------------------- |
| 1869–1870 | Carl H. Schildbach   |
| 1870–1871 | Moritz Voigt         |
| 1871–1872 | Julius Albert Prasse |
| 1872–1873 | Emmerich F. Anschütz |
| 1874–1883 | Wilhelm Pückert      |
| 1884      | A. Kummer            |
| 1885      | Karl Schulz          |
| 1886–1888 | Leo F. Ludwig Wolf   |
| 1889–1897 | Oscar Heinze         |
| 1898–1904 | Leo F. Ludwig Wolf   |
| 1905–1908 | Paul Tscharmann      |
| 1909–1922 | Georg Domizlaff      |
| 1923–1933 | Heinrich Siber       |
| 1934      | Otto Reichel         |
| 1934–1945 | Karl Jaksche         |
| 1945–1953 | 1                    |

| Amtszeit                                          | Präsident        |
| ------------------------------------------------- | ---------------- |
| 1953–1968                                         | Otto Reichel     |
| 1968–1995                                         | Hans Koehler     |
| 1995–2007                                         | Klaus Henke      |
| Vorsitzende der Sektion Leipzig des DAV (ab 1989) |                  |
| Amtszeit                                          | Präsident        |
| 1989–1999                                         | Karl Jendryschik |
| 1999–2006                                         | Hans Ehrlich     |
| 2006–2019                                         | Henry Balzer     |
| 2019–2020                                         | Steffen Kempt    |
| seit 2021                                         | Toni Werner      |

Anmerkung

## Mitglieder
| Jahr | Mitglieder |
| ---- | ---------- |
| 1869 | .0026      |
| 1900 | 1.060      |
| 1925 | 1.985      |
| 1939 | 1.099      |
| 1990 | .0200      |
| 2010 | 2.072      |
| 2018 | 4.082      |
| 2021 | 5.337      |
| 2023 | 6.709      |

## Hütten der Sektion
Elbsandsteingebirge

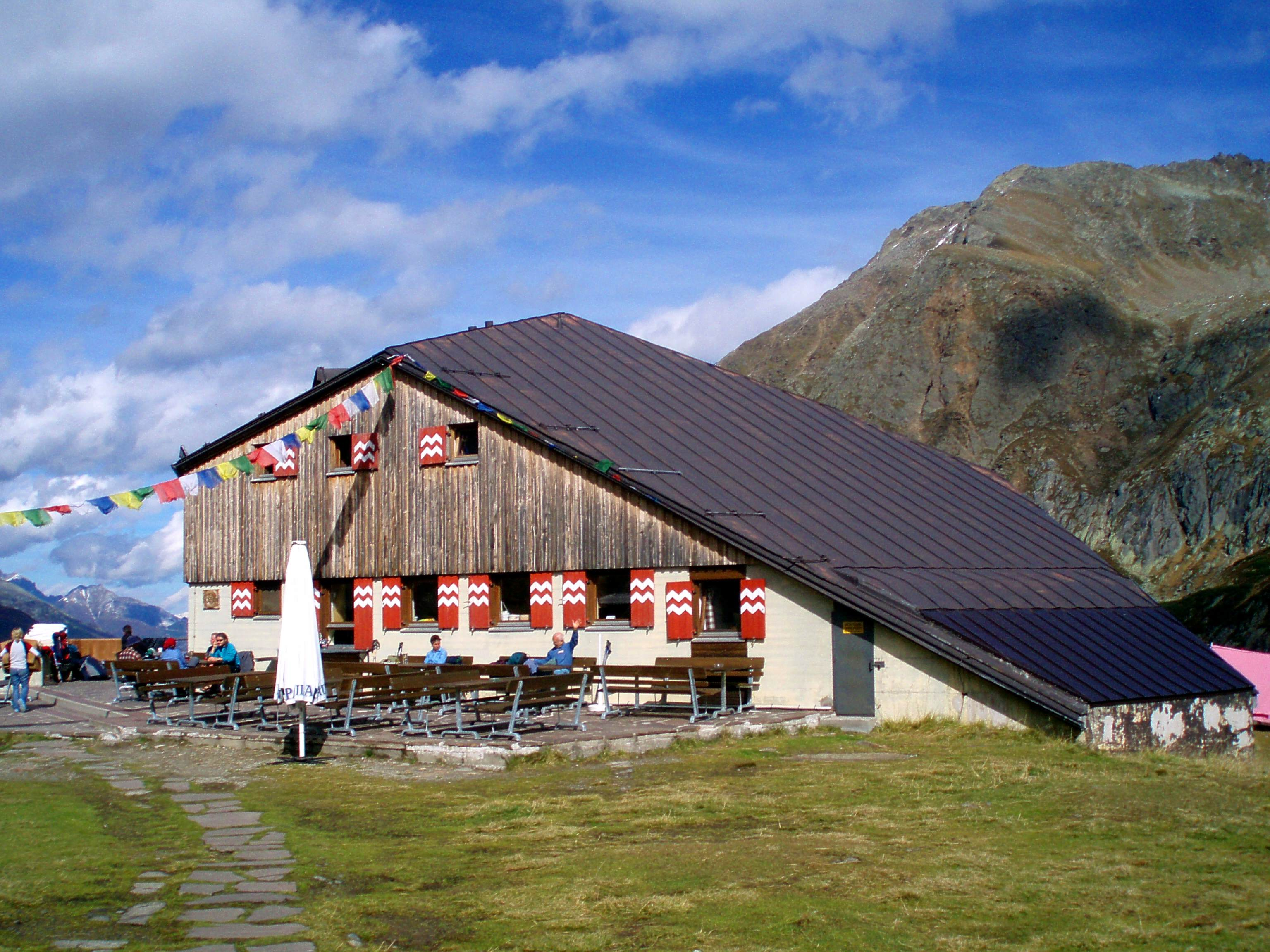
Blick auf die Sulzenauhütte (2007)

- Dessauer Hütte, 288 m, gemeinschaftlicher Betrieb und Nutzung durch die Sektionen Bergfreunde Anhalt Dessau und Sektion Leipzig des DAV.
- Karl-Stein-Hütte, 140 m

Stubaier Alpen
- Sulzenauhütte, 2191 m (erbaut: 1926–1927)

### Ehemalige Hütten

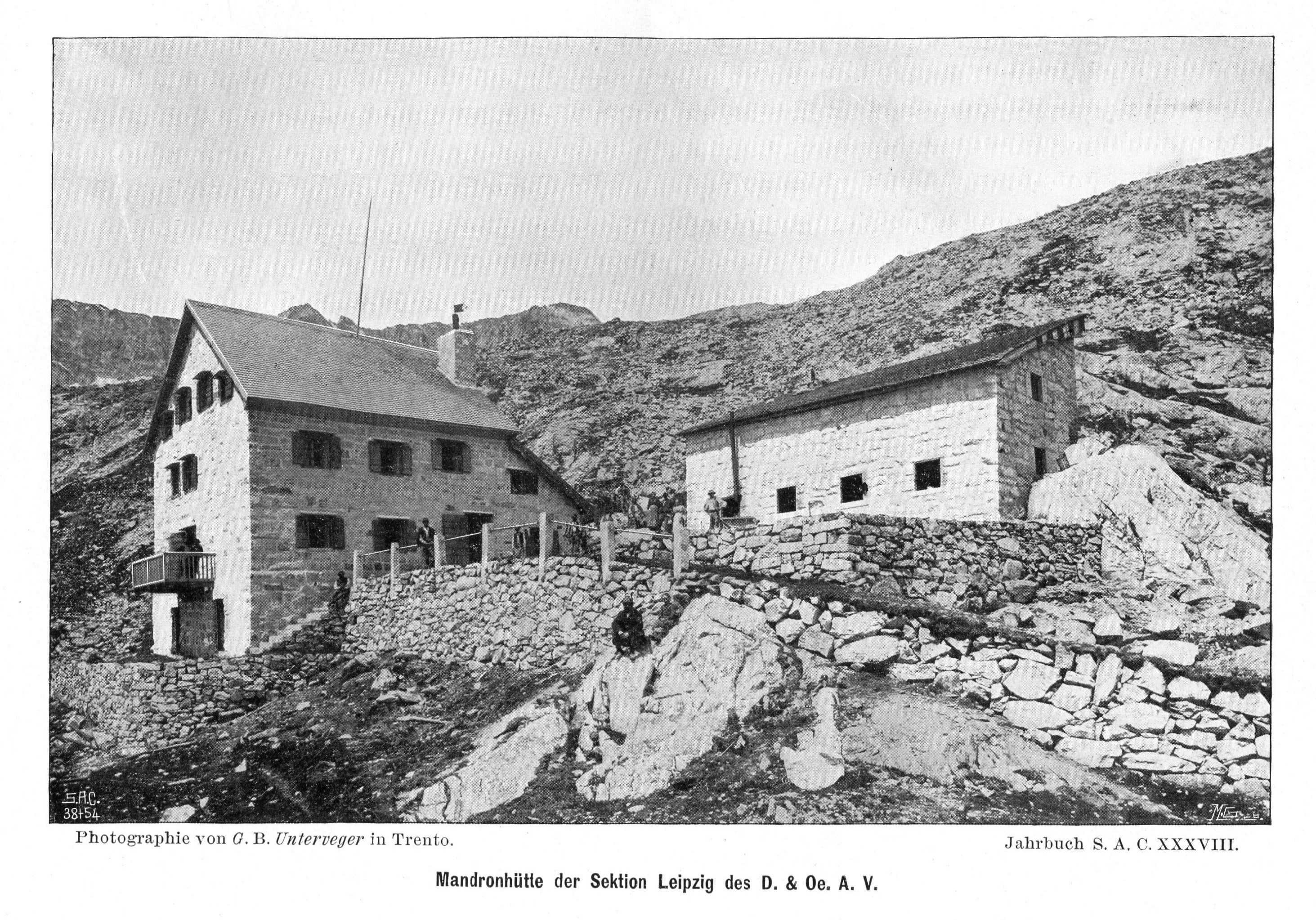
Die Mandron Hütte war 1879 die erste von der Sektion errichtete Schutzhütte. Links daneben das 1896 erbaute Mandron Haus.

Die nach dem Ersten Weltkrieg auf italienischem Staatsgebiet liegenden Hütten der Sektion im vormaligen Kronland Tirol wurden 1921 mittels Dekretes des italienischen Kriegsministers Ivanoe Bonomi an den Club Alpino Italiano (CAI) übergeben.
Adamellogruppe
- Mandron Hütte oder alte Leipziger Hütte, 2439 m erbaut: 1879 (heute: glaziologisches Zentrum „Julius Payer“ Società degli Alpinisti Tridentini (SAT) des CAI)
- Mandron Haus oder neue Leipziger Hütte, 2435 m erbaut: 1896 (im Ersten Weltkrieg zerstört)[10]

Rosengartengruppe
- Grasleitenhütte, 2165 m erbaut: 1887 (heute: Autonome Provinz Bozen – Südtirol)
- Ciampediehaus, auch Ciampedie-Hütte, 1998 m erbaut: 1914 (seit 1921 SAT)
- Vajolethütte, 2246 m erbaut: 1898 (seit 1921 SAT)

Venedigergruppe
- Lenkjöchlhütte, 2603 m, erbaut: 1885–1887 (heute: Autonome Provinz Bozen – Südtirol)

Zillertaler Alpen
- Schwarzensteinhütte, 2922 m, erbaut: 1894 (heute: Autonome Provinz Bozen – Südtirol)[11]

## Klettergebiete und Kletteranlagen
Klettergebiete
- Leipziger Kletterschule
- Hohburger Berge

Kletteranlagen
- Kletterfelsen K4
- Kletteranlage Feuerwehrturm
- Kletterturm Mockau
- Kletterhalle No Limit
- Boulderhalle Bloc No Limit
- Kletterschule felsenfest / Artistenkombinat Leipzig e. V.
- KOSMOS Boulderhalle

## Bekannte Mitglieder
- Hans Meyer Verlagsbuchhändler (Meyers Konversations-Lexikon), Erstbesteiger des Kilimandscharo.
- Moritz Voigt
- Wilhelm Pückert
- Rudolf Lavant
- Georg Domizlaff
- Heinrich Siber
- Ansgar Müller
- Albert Bolte